# Scytodes dissimulans
Scytodes dissimulans là một loài nhện trong họ Scytodidae.
Loài này thuộc chi Scytodes. Scytodes dissimulans được Alexander Petrunkevitch miêu tả năm 1929.